# Степан Бачкора
Степа́н Бачко́ра (чеськ. Štěpán Bačkora; 1813—1887) — чеський педагог і письменник. Молодший брат педагога і письменника Йосифа-Множислава Бачкори.
Педагогічну діяльність розгорнув на початку 40-х років 19 століття.
У 1848 видав першу чеську читанку, а 1849 — книгу «Подорож з дому по краю», якою поклав початок навчанню географії та історії в школах Чехії. Бачкора редагував педагогічні журнали, брав участь у створенні й поліпшенні шкільних підручників, писав художні твори для дітей.